# Cicina
Cicina (Цицина) è un centro abitato della Bosnia ed Erzegovina, compreso nel comune di Trebigne.